# Heribert Schwan
Heribert Schwan (* 2. Dezember 1944 in Betzdorf) ist ein deutscher Journalist, Schriftsteller und Autor zahlreicher Fernseh-Dokumentationen.

## Leben
Heribert Schwan wurde in Betzdorf an der Sieg geboren und wuchs in Wallmenroth auf. Er studierte Geschichte, Germanistik und Politikwissenschaft und promovierte über die Rundfunkpolitik der französischen Besatzungsmacht. Er war als freier Fernsehautor für Radio Bremen, den Saarländischen Rundfunk und den Südwestfunk tätig, bevor er 1974 Redakteur in der Abteilung Politik und Zeitgeschehen des Deutschlandfunk wurde.
Im Jahr 1984 erhielt er zusammen mit Werner Filmer eine ehrende Anerkennung beim Adolf-Grimme-Preis für Die verdrängte Gefahr: Was von Hitler blieb – Neonazismus heute.
Schwan wechselte 1989 zum Westdeutschen Rundfunk. Er arbeitete in der Programmgruppe Inland, von 1992 bis 2002 im Programmbereich Kultur und Wissenschaft. Hauptaufgabe war die redaktionelle Verantwortung für Kulturfeature im ARD-Programm und im WDR-Fernsehen. 1993 übernahm er zusätzlich den ARD-Kulturweltspiegel, der unter seiner Leitung Marktführer aller Kulturmagazine im Fernsehen wurde. Seit 2004 verantwortet er Sonderprojekte im Featurebereich für die ARD. Seit 1973 war Schwan Autor von mehr als 60 Fernseh-Dokumentationen. In über 20 WDR-Jahren verantwortete er redaktionell 574 Sendungen, darunter die Reihe Bilderbuch und den Kulturweltspiegel. Thematischer Schwerpunkt seiner Filme ist die Geschichte des Dritten Reiches und der beiden deutschen Staaten. Im Dezember 2009 wurde Schwan pensioniert.
Heribert Schwan ist Autor und Co-Autor historischer Bücher und publizierte Biografien unter anderem über Richard von Weizsäcker, Helmut Kohl, Johannes Rau, Oskar Lafontaine, Wolfgang Schäuble, Roman Herzog und Erich Mielke. Zusammen mit Helgard Heindrichs erschien das Begleitbuch zu seinem gleichnamigen Dokumentarfilm Der SS-Mann. Josef Blösche – Leben und Sterben eines Mörders (Droemer-Verlag 2003). Auf der Grundlage einer außergewöhnlich bereitwilligen Mitwirkung der ehemaligen DDR-Spionin Lilli Pöttrich erschien 2005 im Droemer-Verlag das gemeinsam mit Helgard Heindrichs verfasste Buch Das Spinnennetz. Stasi-Agenten im Westen: Die geheimen Akten der Rosenholz-Datei zur ARD-Dokumentation. Zum Zweiteiler Bonner Republik (ARD, 2009) und dem gleichnamigen Sechsteiler (WDR, Phoenix, 2009) gab er zusammen mit Rolf Steininger das Begleitbuch heraus; ebenso Mein 9. November 1989, das im Patmosverlag erschien.
Schwan ist Auftragsschreiber der dreibändigen Helmut-Kohl-Memoiren sowie des Tagebuchs zur Spendenaffäre, das im Jahr 2000 zum Bestseller wurde. Im Patmosverlag erschien 2010 Helmut Kohl – Virtuose der Macht; Co-Autor ist Rolf Steininger. Im Juni 2011 folgte im Heyne-Verlag Schwans Biografie der Kanzlergattin Hannelore Kohl, Die Frau an seiner Seite – Leben und Leiden der Hannelore Kohl. Schwan belegte hiermit den ersten Platz auf den Stern- und Focus-Bestsellerlisten 2011. Die Biografie über Hannelore Kohl führte zu einem Rechtsstreit mit ihren beiden Söhnen.
Ab Sommer 2014 war Schwan in einen Rechtsstreit mit Helmut Kohl verwickelt. Kohl verklagte Schwan erfolgreich auf die Herausgabe von Tonbändern, auf denen Arbeitsgespräche aus dem Jahr 2001 festgehalten sind. Die Veröffentlichung der Zitate stellte nach Auffassung des Oberlandesgerichts Köln einen unrechtmäßigen Vertrauensbruch dar.
Im Frühjahr 2017 urteilte das Landgericht Köln, das von Schwan gemeinsam mit Tilman Jens verfasste Buch Vermächtnis. Die Kohl-Protokolle habe das Persönlichkeitsrecht von Helmut Kohl schwer verletzt. Schwan wurde zudem verpflichtet, Auskunft über Art, Umfang und Verbleib etwaiger Kopien der Tonbänder zu geben. Das Urteil war noch nicht rechtskräftig, als Helmut Kohl im Juni 2017 starb. Nach Kohls Tod führte Maike Kohl-Richter den Prozess weiter und versuchte, die Auszahlung der Entschädigung an sich zu erwirken. Das Oberlandesgericht Köln wies ihre Klage jedoch ab, weil der Anspruch auf eine Entschädigung wegen der Verletzung des allgemeinen Persönlichkeitsrechts als höchstpersönliches Recht nicht vererbbar sei. Der Fall ging vor den Bundesgerichtshof, der im November 2021 die Klage von Maike Kohl-Richter endgültig abwies. Ende 2022 bestätigte das Bundesverfassungsgericht die Entscheidung des Bundesgerichtshofs zur Unvererblichkeit der Entschädigungsansprüche. Im Februar 2024 erzielte dann ihrerseits Kohl-Richter einen Erfolg vor dem Oberlandesgericht Köln, das die Veröffentlichung weiterer Passagen aus dem Buch verbot, darunter nicht nur Zitate Kohls, sondern auch Schilderungen und Bewertungen Schwans.

## Audio
- Martin Zagatta: Interview mit Heribert Schwan, Kohl-Biograf, zu Schadensersatzklage. (mp3) Deutschlandfunk | Informationen am Morgen, 5. März 2016, archiviert vom Original am 8. März 2016 (9:41 Minuten).

## Bücher
- Der Rundfunk als Instrument der Politik im Saarland 1945–1955. Berlin 1974.
- mit Rolf Steininger: Besiegt, besetzt, geteilt. Oldenburg u. a. 1979.
- mit Rolf Steininger: Als der Krieg zu Ende ging. Frankfurt am Main / Berlin / Wien 1981.
- mit Werner Filmer: Was heißt für mich Frieden. Auch ein deutsches Lesebuch. Oldenburg / Hamburg / München 1982.
- mit Werner Filmer: Was von Hitler blieb. 50 Jahre nach der Machtergreifung. Frankfurt am Main / Berlin / Wien 1983.
- mit Werner Filmer: Richard von Weizsäcker. Profile eines Mannes. Düsseldorf / Wien / New York 1984/1989.
- mit Werner Filmer: Verzichten lernen. Frankfurt am Main / Berlin / Wien 1984.
- mit Werner Filmer: Alltag im anderen Deutschland. Düsseldorf / Wien / New York 1985.
- mit Werner Filmer: Helmut Kohl. Düsseldorf / Wien / New York 1985/1989.
- mit Werner Filmer: Mensch der Krieg ist aus! Zeitzeugen erinnern sich.  Düsseldorf / Wien / New York 1985.
- mit Werner Filmer: Johannes Rau. Düsseldorf / Wien / New York 1986.
- mit Werner Filmer: Lothar Späth. Düsseldorf / Wien / New York 1987.
- mit Werner Filmer: Hans-Dietrich Genscher. Düsseldorf / Wien / New York 1988.
- mit Werner Filmer: Norbert Blüm. Düsseldorf / Wien / New York 1989.
- mit Werner Filmer: Meine Mutter. Ein deutsches Lesebuch. Düsseldorf / Wien / New York 1989.
- mit Werner Filmer: Oskar Lafontaine. Düsseldorf / Wien / New York 1990.
- mit Werner Filmer: Opfer der Mauer. Die geheimen Protokolle des Todes. München 1991.
- mit Werner Filmer: Wolfgang Schäuble. Politik als Lebensaufgabe. Düsseldorf / Wien / New York 1992.
- mit Werner Filmer: Begegnungen mit Richard von Weizsäcker. München 1993.
- mit Werner Filmer: Besiegt, befreit … Zeitzeugen erinnern sich an das Kriegsende 1945. München 1995.
- mit Werner Filmer: Roman Herzog. München 1996.
- Erich Mielke. Der Mann, der die Stasi war. München 1997.
- Tod dem Verräter. Der lange Arm der Stasi und der Fall Lutz Eigendorf. München 2000.
- mit Helgard Heindrichs: Der SS-Mann. Josef Blösche – Leben und Sterben eines Mörders. Droemer Knaur, München 2003, ISBN 3-426-27310-1.
- mit Helgard Heindrichs: Das Spinnennetz, Stasi-Agenten im Westen, Die geheimen Akten der Rosenholz Datei. München 2005.
- mit Rolf Steininger: Bonner Republik 1949–1989. Berlin 2009.
- mit Rolf Steininger: Mein 9. November 1989. Düsseldorf 2009.
- mit Rolf Steininger: Helmut Kohl. Virtuose der Macht. Düsseldorf 2010.
- Die Frau an seiner Seite – Leben und Leiden der Hannelore Kohl. Heyne, München 2011, ISBN 978-3-453-18175-5. (Platz 1 der Spiegel-Bestsellerliste vom 27. Juni bis zum 11. September 2011)
- mit Tilman Jens: Vermächtnis. Die Kohl-Protokolle Heyne, München 2014, ISBN 978-3-453-20077-7. (Platz 1 der Spiegel-Bestsellerliste vom 24. bis zum 30. November 2014)
- Spione im Zentrum der Macht: wie die Stasi alle Regierungen seit Adenauer bespitzelt hat. Heyne, München 2019, ISBN 978-3-453-20286-3.

## Aus der Fernsehberichterstattung
- Tagesthema – Die unbewältigte Vergangenheit des Saarlandes – Saar-Historie (22. Oktober 1975)
- Besiegt, besetzt, geteilt – Deutschland – 1944–1949 (29. März 1979)
- Besiegt, besetzt, geteilt – Deutschland – 1944–1949 (12. April 1979)
- Drei Jahre, die die Welt bewegten – Korea-Krieg und deutsche Wiederbewaffnung (19. Juni 1980)
- Abschied von Bonn – Verzicht auf das Mandat – Lenelotte von Bothmer, SPD (9. Oktober 1980)
- Innenansichten – Der Verlierer – Dietrich Stobbe, Regierender Bürgermeister a. D. (9. Juli 1981)
- Innenansichten – Der geduldete Sieger – Richard von Weizsäcker (23. Dezember 1981)
- Zwischen Inbrunst und Angst – Die Friedensbewegung – Parteien und Friedensbewegung (16. April 1982)
- Zwischen Inbrunst und Angst – Die Friedensbewegung – Prüfsteine der Friedensbewegung (16. April 1982)
- Zwischen Inbrunst und Angst – Die Friedensbewegung – Was ist die Friedensbewegung (16. April 1982)
- Das wiederentdeckte Vaterland (17. Juni 1982)
- Die verdrängte Gefahr – Was von Hitler blieb – Neonazismus heute (13. Januar 1983)
- Verfemt oder Vergessen? - Carl von Ossietzky (27. November 1983)
- Weshalb ich noch Christ bin – Gespräche mit Politikern (21. Dezember 1983)
- Auslandsstudio – Der schleichende Tod – C-Kampfstoffe außer Kontrolle? - Auswirkungen chemischer Kampfstoffe (1. April 1984)
- Wahl des Bundespräsidenten (23. Mai 1984)
- Im Brennpunkt – Der Neue – Richard von Weizsäcker – Freunde über Weizsäcker (23. Mai 1984)
- Bestandsaufnahme – Chemische Waffen – Stiefkinder der Abrüstung – Trailer (6. September 1984)
- Der Wendekanzler – Gesichter eines Mannes – Beschreibungen – Begegnungen (14. November 1985)
- Der Hoffnungsträger – Johannes Rau – Gesichter eines Mannes (13. Februar 1986)
- Entlang der Grenze (10. August 1986)
- Zwischen Haß und Liebe – Kinder von NS-Tätern berichten (14. Mai 1987)
- Die Frau an seiner Seite – Hannelore Kohl (8. September 1987)
- Tagesthemen – Bericht aus Bonn – Störfall – Deutschlandpolitik im Zwielicht (17. März 1989)
- Tagesthemen – Bericht aus Bonn – Belastung – Genscher und der Raketenstreit (19. Mai 1989)
- Tagesthemen – Bericht aus Bonn – Gleichklang – Die Debatte im Bundestag – Schildbürger – Tempolimit im Vormarsch (16. Juni 1989)
- Tagesthemen – Bericht aus Bonn – Makler – DDR-Anwalt Vogel und sein Mandat (18. August 1989)
- Deutschlandbilder – Der Einzelkämpfer (22. Dezember 1989)
- Im Westen klarkommen (12. Januar 1990)
- Miterlebt – Notstand? - Beobachtungen im Kreiskrankenhaus Merseburg (18. Januar 1990)
- Die Montagsreportage – Kampf um die Saar – Töpfer gegen Lafontaine (22. Januar 1990)
- Die Montagsreportage – Rausschmiss – Der Fall Schmähling (5. Februar 1990)
- Die Montagsreportage – Wo die Not am größten ist – Deutsche Hilfsgüter für Rumänien (14. Mai 1990)
- Deutschlandbilder – 24 Stunden in Görlitz (18. September 1990)
- Die Montagsreportage – Honecker und der Schießbefehl (28. Januar 1991)
- Die Montagsreportage – Giftgas (28. Februar 1991)
- Die Montagsreportage – Nicht nur nette Gesten – Die Antrittsbesuche des Bundespräsidenten (18. März 1991)
- Gesucht wird … der Finger am Abzug – Todesschüsse an der Mauer (27. Juni 1991)
- Die Kanzler der Bundesrepublik Deutschland – Willy Brandt (2. August 1991)
- Die Kanzler der Bundesrepublik Deutschland – Helmut Schmidt (9. August 1991)
- Grenz-Zwischenfälle (13. August 1991)
- Deutsche Risse – Mauer-Wächter – DDR-Grenzoffiziere erinnern sich (18. November 1991)
- Haftbefehl – Honecker und die Todesschüsse (13. Dezember 1991)
- Deutsche Risse – Joachim Gauck – Wächter der Stasi-Akten (16. Dezember 1991)
- Miterlebt – Richard von Weizsäcker – Präsident aller Deutschen (27. Dezember 1991)
- Als Erich noch auf dem roten Teppich stand – Die Bonner Deutschlandpolitik – Der Staatsbesuch (30. April 1992)
- ARD-Brennpunkt – Honecker hinter Gittern – Der Haftbefehl (29. Juli 1992)
- Kulturweltspiegel – IM „Hölderlin“ (15. November 1992)
- ARD-Exclusiv – Verräter im schwarzen Rock (9. Juli 1993)
- Widerstand – Zwischen Verfolgung und Terror (14. Juli 1994)
- Kulturweltspiegel – Monika Maron, Deckname Mitsu (6. August 1995)
- ARD-Exclusiv – Gejagt – getroffen – verblutet – Der Tod des Mauerflüchtlings Peter Fechter (11. August 1995)
- Angeklagt – DDR-Grenztruppen-Generäle als Totschläger? (23. Oktober 1995)
- Gesucht wird … - Siegerjustiz? - DDR-Polit-Prominenz vor Gericht (12. November 1995)
- Sippenhaft? - Kinder von DDR-Prominenten (25. Januar 1996)
- Tagesthemen – Bericht aus Bonn – Spion im Vatikan (20. September 1996)
- Angst – Mißtrauen – Haß – Die Gauck-Behörde (25. September 1996)
- Kulturweltspiegel – Lew Kopelew (27. Oktober 1996)
- Der Biedermann – Erich Mielke – Eine deutsche Karriere (11. Dezember 1997)
- Morgenmagazin – ARD-Feature – Der Biedermann Mielke (11. Dezember 1997)
- Abrechnung – Der Sohn des Kanzlerspions Guillaume (26. September 1998)
- Kulturweltspiegel – Heinz Schubert (14. Februar 1999)
- Tod dem Verräter – Der Fall Lutz Eigendorf (22. März 2000)
- Der SS-Mann. Josef Blösche – Leben und Sterben eines Mörders (21. Mai 2003)
- Das Spinnennetz (23. November 2005)
- Fritz Pleitgen – Rastlos – Gelassen  ARD (21. März 2007)
- Der Geheimdienstschatz (12. Dezember 2007)
- Bonner Republik ARD Teil 1 (22. April 2009)
- Bonner Republik ARD Teil 2 (29. April 2009)
- Bonner Republik WDR, Teil 1 (11. Oktober 2009). 1949 bis 1963: Die Ära Adenauer
- Bonner Republik WDR, Teil 2 (18. Oktober 2009). 1963 bis 1969: Von Erhard zur Großen Koalition
- Bonner Republik WDR, Teil 3 (25. Oktober 2009). 1969 bis 1974: Sozialliberale Koalition Brandt/Scheel
- Bonner Republik WDR, Teil 4 (1. November 2009). 1974 bis 1982: Sozialliberale Koalition Schmidt/Genscher
- Bonner Republik WDR, Teil 5 (8. November 2009). 1982 bis 1990: Die Ära Kohl – Von der Wende zur Wiedervereinigung
- Bonner Republik WDR, Teil 6 (15. November 2009). 1990 bis 1998: Die Ära Kohl – Das vereinigte Deutschland